# (37779) 1997 HE10
1997 HE10 (asteroide 37779) é um asteroide da cintura principal. Possui uma excentricidade de 0.04990790 e uma inclinação de 2.06615º.
Este asteroide foi descoberto no dia 30 de abril de 1997 por LINEAR em Socorro.